# Abel Aber
Abel Aber, né le 17 avril 1986 à Épinal, est un boxeur et un athlète français de paracanoë. Triple champion de France et vice-champion d'Europe , il accède à la finale du sprint en kayak (VL3) au Jeux paralympiques d'été de 2024 où il termine à la 6e place.

## Biographie
Abel Ader est né à Epinal le 17 avril 1986. À 17 ans, alors qu'il est étudiant et se destine à une carrière militaire comme son père, il se fait amputer de la jambe droite à la suite d'un accident de scooter. Plutôt que de tomber dans la déprime, Abel Aber se reconstruit avec le sport comme thérapie.
Il pratique la boxe anglaise puis boxe thaïlandaise. Avec le club de Dombasle il valide une licence de boxe anglaise et devient champion Alsace-Lorraine ‘’novice’’ et fait des combats en ‘’élite’’.
En 2019, à la suite d’une détection mise en place par le Comité paralympique et sportif français , il se lance dans le paracanoe et est licencié au club de Golbey Epinal St-Nabord (GESN) de canoë-kayak ,.
En 2024, il accède à la finale du sprint en kayak (VL3) au Jeux paralympiques d'été de 2024 où il termine à la 6e place. En parallèle de sa carrière sportive, Abel Aber travaille comme médiateur et éducateur pour la municipalité d'Épinal.

## Palmares
- Championnats d'Europe 2024 : médaille d'argent.
- Championnats du monde 2024 : 2e de la finale B.
- Championnats du monde 2023 : 8e place.
- Championnats du monde 2022 : 5e place.
- Championnats d'Europe 2022 : 6e place.
- Championnats du monde 2021 : 15e place.
- Championnats de france 2022: 1e place.